# Белоануйское сельское поселение
Белоануйское се́льское поселе́ние — муниципальное образование в Усть-Канском муниципальном районе Республики Алтай Российской Федерации.
Административный центр — село Белый Ануй.

## История
Статус и границы сельского поселения установлены Законом Республики Алтай от 13 января 2005 года № 10-РЗ «Об образовании муниципальных образований, наделении соответствующим статусом и установлении их границ»

## Население
| 2010  | 2011  | 2012  | 2013  | 2014  | 2015  | 2016  |
| ----- | ----- | ----- | ----- | ----- | ----- | ----- |
| 1186  | ↘1183 | ↘1138 | ↘1106 | ↘1084 | ↘1066 | ↗1067 |
| 2017  | 2018  | 2019  | 2020  | 2021  |       |       |
| ↗1080 | ↘1059 | ↘1049 | →1049 | ↗1093 |       |       |

## Состав сельского поселения
| № | Населённый пункт | Тип населённого пункта       | Население |
| - | ---------------- | ---------------------------- | --------- |
| 1 | Белый Ануй       | село, административный центр | ↗736      |
| 2 | Верх-Ануй        | село                         | →331      |